# Banya
|  | Per a d'altres conceptes de banya que reben aquests nom comú vegeu Banya (desambiguació). |

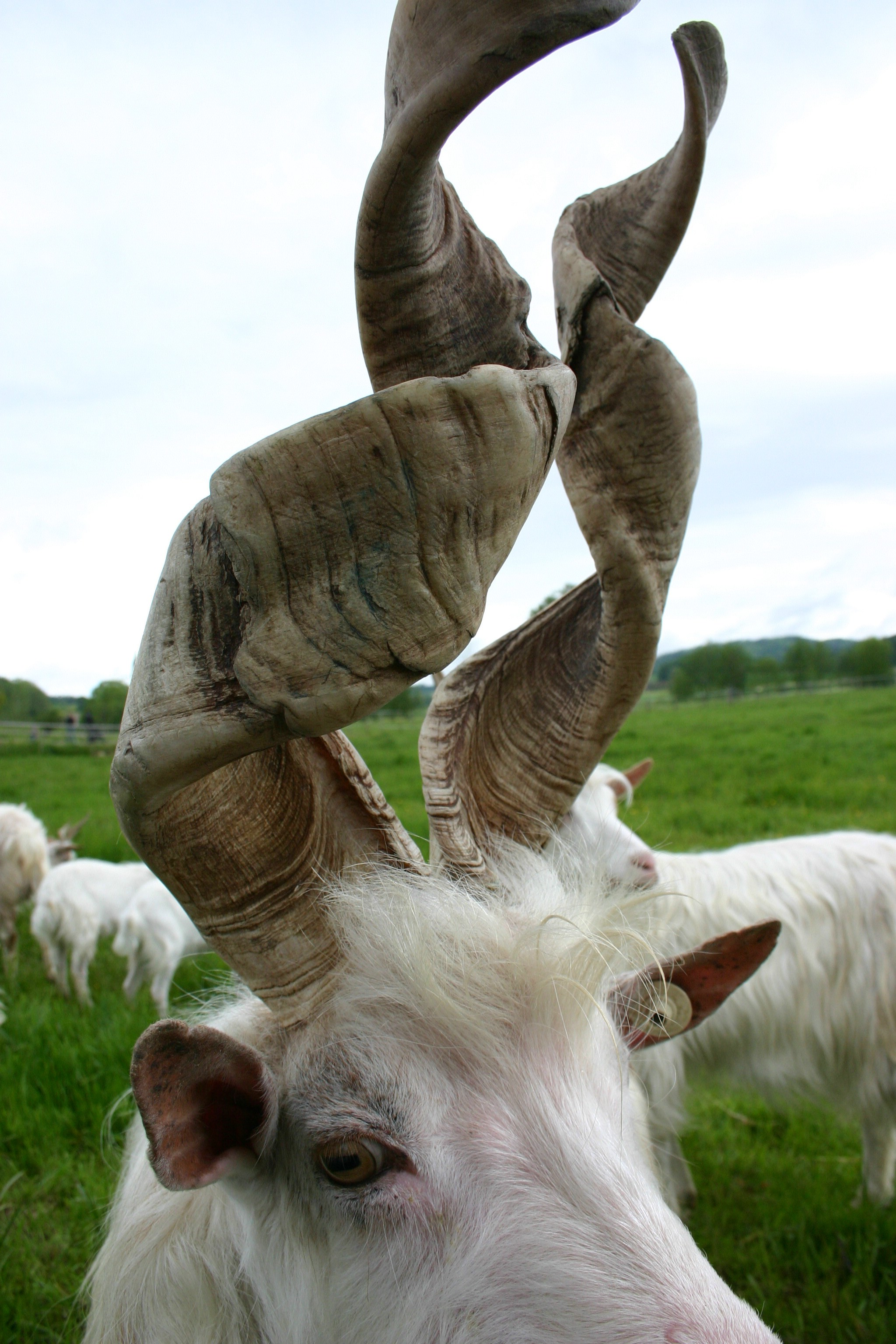
Una cabra amb banyes en espiral.

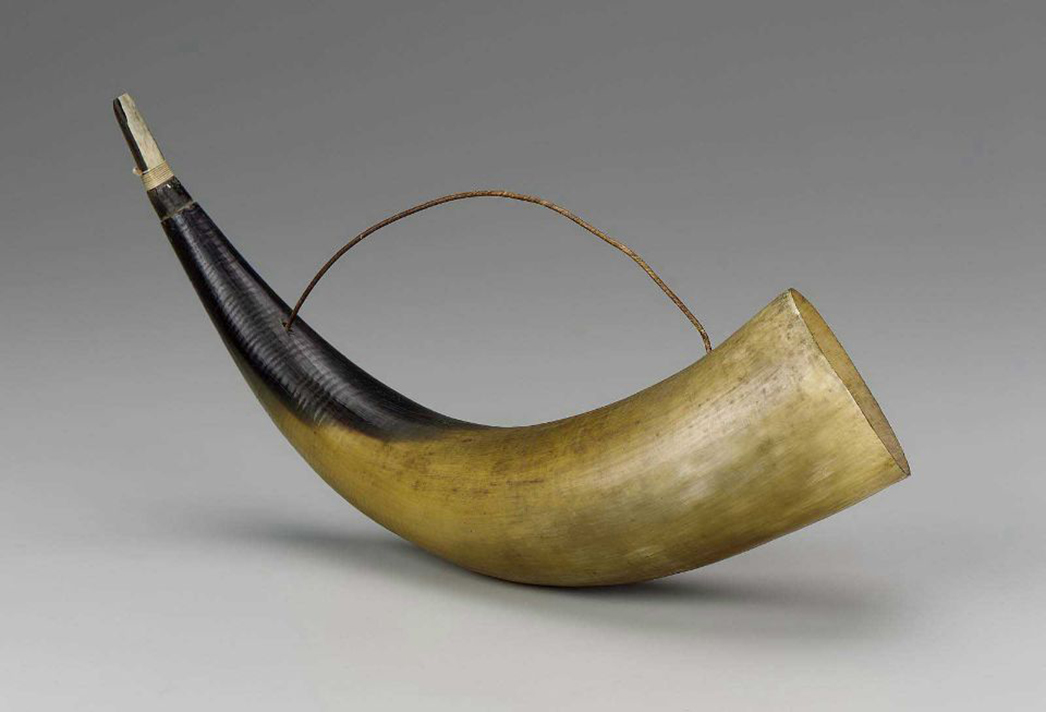
Erkencho, instrument musical.

Una banya o un corn és una protuberància punxeguda de la pell al cap de diversos mamífers, que consisteix en una cobertura de ceratina i altres proteïnes que envolta un nucli d'os viu. Les banyes autèntiques només es troben en els artiodàctils remugants, tot i que hi ha altres animals amb estructures molt similars. Les banyes solen anar en parelles, i en la majoria d'espècies, només els mascles en tenen. Les banyes comencen a créixer poc després del naixement, i continuent fent-ho durant la vida de l'animal (excepte en el cas de l'antílop americà, que cada any muda la capa externa però conserva el nucli ossi).

## Les banyes a la cultura
Les banyes a la prehistòria s'associaven amb la deessa primigènia o Mare Natura, d'aquí que es lliguin amb moltes divinitats de la fertilitat o diferents aspectes de la vida. Posteriorment van adquirir una connotació de poder, com poderosa és la natura, i per això apareixien en retrats de déus i monarques. La seva forma, a vegades fàl·lica, l'assimilaria a la virilitat.
Les banyes usades per beure van desembocar en la cornucòpia, on es recollien els atributs masculins i de fertilitat anteriors sumats a l'aspecte ritual de la beguda compartida.
En diverses cultures és un dels símbols de la Lluna, per la forma dels seus quarts, i hereta una part dels atributs de l'astre nocturn.